# Beautiful Mind (album)
Beautiful Mind è il quarto album in studio del cantante statunitense Rod Wave, pubblicato nel 2022.

## Tracce
1. Alone – 3:11
2. Yungen (featuring Jack Harlow) – 3:46
3. Never Get Over Me – 2:50
4. Stone Rolling – 3:00
5. I Know It – 2:37
6. Forever – 3:34
7. No Deal – 3:07
8. Quiet Storm (featuring December Joy) – 3:43
9. Sweet Little Lies – 2:54
10. Rockstar Heart – 2:17
11. Fading – 2:43
12. Time Kills (Love Birds) – 2:53
13. Druski Skit – 1:37
14. Keep Going – 3:10
15. Never Find Us – 2:08
16. Mafia – 2:33
17. Me vs. the World – 2:45
18. Pieces – 3:28
19. Pt. II – 1:06
20. Everything – 2:40
21. Married Next Year – 3:10
22. Better – 2:55
23. By Your Side – 3:14
24. Cold December – 3:12

## Sample
- Alone contiene estratti musicali di U.N.I., canzone scritta da Ed Sheeran e Jake Gosling e interpretata dal primo.
- No Deal contiene estratti dal brano People Watching, scritto da Conan Gray, Daniel Nigel e Julia Michaels, interpretato da Gray.

## Classifiche
| Classifica (2022) | Posizione massima |
| ----------------- | ----------------- |
| Stati Uniti       | 1                 |